# Taharahaus (Walsdorf)

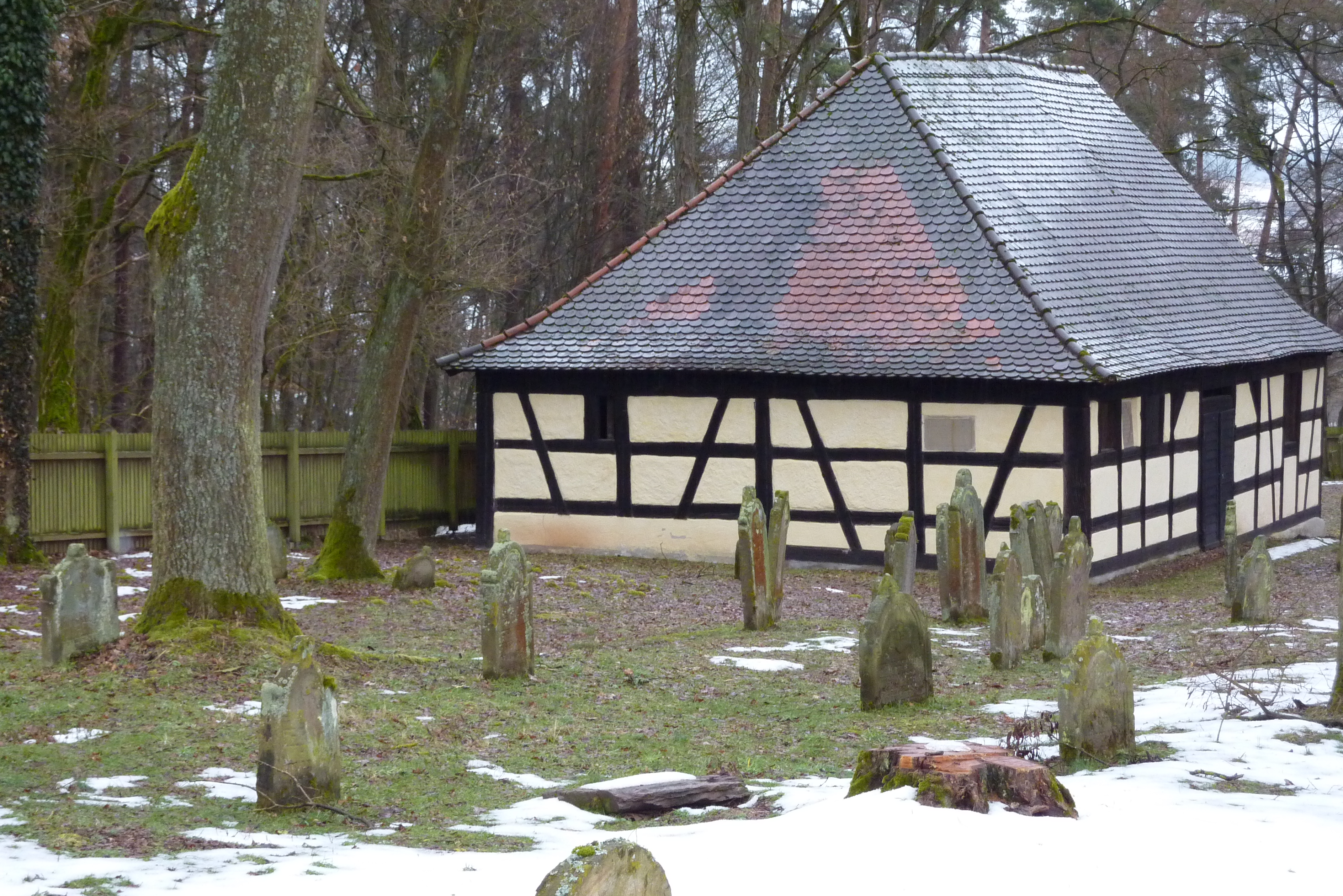
Taharahaus in Walsdorf

Das Taharahaus auf dem jüdischen Friedhof in Walsdorf, einer Gemeinde im oberfränkischen Landkreis Bamberg (Bayern), wurde 1742 errichtet. Das Taharahaus ist ein geschütztes Baudenkmal an der Straße nach Steinsdorf.

## Beschreibung
Das Taharahaus liegt am Nordwestrand des unregelmäßig verlaufenden Geländes. Das Gebäude ist in Fachwerkbauweise ausgeführt und hat eine Länge von 12,14 m und eine Breite von 8,55 m. Das Satteldach ist auf der Südwestseite abgewalmt. An der zum Gräberfeld zugewandten Langseite befindet sich mittig eine zweiflügelige Tür. Das Erdgeschoss besteht aus mehreren Räumen, die durch einen mittigen Flur erschlossen werden. Der rechte Teil des Hauses wurde als Wächterwohnung genutzt, ebenso gehörten zur Wohnung die Dachräume. Der linke Teil des Hauses diente der Tahara, dort steht noch der Taharatisch.